# Gliese 915
Gliese 915 eller WD 2359-434, är en ensam stjärna i den norra delen av stjärnbilden Fenix. Den har en skenbar magnitud av ca 12,76 och kräver ett teleskop för att kunna observeras. Baserat på parallax och skenbar magnitud på ca 120,0 mas, beräknas den befinna sig på ett avstånd på ca 27,2 ljusår (ca 8,3 parsek) från solen. Den rör sig närmare solen med en heliocentrisk radialhastighet på ca -59 km/s.

## Avstånd
Gliese 915 är förmodligen den 11:e närmaste vita dvärgen, eller möjligen 9:e, 10:e eller 12:e (se Gliese 293, GJ 1087 och Gliese 518). För närvarande är den mest exakta avståndsuppskattningen av Gliese 915 trigonometriska parallax från CTIOPI (Cerro Tololo Inter-American Observatory Parallax Investigation) 0,9 m teleskopprogram, publicerad 2009 i den 21:a rapporten i RECONS:s The Solar Neighborhood (TSN)-serie Subasavage et al. 2009:  122,27 ± 1,13 mas, vilket motsvarar ett avstånd 8,18 ± 0,08 pc, eller 26,68 ± 0,25 ljusår.

## Egenskaper
Gliese 915 är en vit till blå stjärna  av spektralklass DAP5.8. Den har en massa som är ca 0,85 solmassa, en radie som är ca 0,0097 solradier (1,06 jordradie) och har en effektiv temperatur av ca 8 600 K.

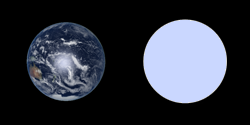
Storlek hos Gliese 915 (till höger) i jämförelse med jorden.

Gliese 915 är en relativt varm och ung vit dvärg, i dess kylande ålder, det vill säga ålder som degenererad stjärna (exklusive livstid som huvudseriestjärna och som jättestjärna) är 1,82 ± 0,06 miljard år. Gliese 915 bör se blåvit ut, på grund av temperatur, jämförbar med den för huvudsekvensstjärnor av spektraltyp A.
Som alla vita dvärgar består Gliese 915 av mycket tät komprimerad materia, dess medeltäthet är 1 300 000 g/cm,  vilket betyder att massan av en kubikmillimeter av stjärnans materia är 1,3 kg. Något ovanligt för en vit dvärgstjärna har Gliese 915 ett svagt, icke-dipolmagnetfält på 50 000 - 100 000 Gauss.